# Cantone di Hyères-Est
Il Cantone di Hyères-Est era una divisione amministrativa dell'Arrondissement di Tolone.
È stato soppresso a seguito della riforma complessiva dei cantoni del 2014, che è entrata in vigore con le elezioni dipartimentali del 2015.
Comprendeva parte della città di Hyères, che è il capoluogo, e le isole d'oro. Fu istituito il 1º aprile 1998.
La sua controparte era il Cantone di Hyères-Ovest.